# Kunstnerkolonien Worpswede
Kunstnerkolonien Worpswede er en koloni af malere og andre kunstnere, der fra 1889 opstod i den tyske landsby Worpswede nordøst for Bremen. Den regnes for Tysklands mest berømte kunstnerkoloni. Blandt koloniens markante kunstnere var Fritz Mackensen, Paula Modersohn-Becker, Otto Modersohn, Heinrich Vogeler og Bernhard Hoetger samt forfatteren Rainer Maria Rilke og hans hustru, billedhuggeren Clara Westhoff. Worpswede-kunstnernes foretrukne stilarter rakte fra nyromantik og jugendstil til ekspressionisme.

## Baggrund
Friluftsmaleriet var blevet indført i Frankrig midt i 1800-tallet, og i Barbizon udenfor Paris var verdens første kunstnerkoloni blevet etableret. Kunstnerne ville ikke blot bruge naturen som kulisse, men flyttede ud på landet for at bo midt i den. Industrialisering, en følelse af fremmedgørelse og en mere hektisk livsstil skabte en længsel efter et mere autentisk liv. I Danmark opstod traditionen med Skagensmalerne, der blev til en egentlig kunstnerkoloni i 1870'erne, og i Tyskland opstod blandt andet kolonien i Worpswede, som regnes for Tysklands mest berømte kunstnerkoloni.

## Historie
Den unge maler Fritz Mackensen var i 1880'erne blevet forelsket i købmandsdatteren Mimi Stolte. Hun inviterede ham i 1884 til sin hjemegn, landsbyen Worpswede i området Teufelsmoor. Han blev meget betaget af landskabets farvespil og skrev til sin mor, at "Her vil jeg male mit første billede". Nogle år senere, i 1889, besluttede han sammen med kunstnervennerne Otto Modersohn og Hans am Ende at slå sig permanent ned på stedet. De ville leve og skabe deres kunst tæt på naturen.
Senere kom Fritz Overbeck og Heinrich Vogeler, som sluttede sig til 1894. Vogeler var både maler og arkitekt. Han blev en central figur for stedet. Han købte i 1895 et lille landsted, der blev ombygget i jugendstil og navngivet "Barkenhoff". Stedet blev det kulturelle omdrejningspunkt for koloniens liv og fungerer i dag som museum.
I 1895 arrangerede Worpswede-kunstnerne en fælles udstilling i Glaspalast i München, som gjorde dem kendte på den tyske kunstscene. De holdt derefter årlige udstillinger i München. Mackensen, Modersohn og Hans am Ende var alle typiske repræsentanter for gruppens landskabsfremsitllinger. Udover Barbizonskolen nævnes kunstnere som Jean-François Millet og Arnold Böcklin og nordiske forfattere som Bjørnstjerne Bjørnson og J.P. Jacobsen som inspirationskilder for gruppen. Landsbyens småhuse med høje og mosgroede stråtage, den omgivende flade egn med moser, enge, kanaler og broer, og de hvide birketræer var eksempler på gruppens motiver.

### Paula Modersohn-Becker
Maleren Paula Modersohn-Becker og billedhugeren Clara Westhoff hører til blandt de fremmeste Worpswede-kunstnere. Paula Becker kom til Worpswede i 1897. Hun var netop blevet færdiguddannet som lærer, men ville gerne følge sit kald som kunstner. Hun modtog her privatundervisning af Frits Mackensen, blev optaget af Cezannes kunst og giftede sig i 1901 med den noget ældre enkemand Otto Modersohn. Hun døde som blot 31-årig, 14 dage efter at have født parrets datter. Hun havde da ikke solgt et eneste værk, men efterlod sig omkring 750 malerier og 1200 tegninger. Motiverne var ofte landskabet, men også mennesker, ikke mindst kvinder, heriblandt en del nøgenportrætter, hvilket var meget usædvanligt for en kvindelig maler på det tidspunkt. I 1906 malede hun som den første kvinde sit selvportræt som et nøgenstudie. Hendes billeder var malet i en usentimental, realistisk eller ekspressionistisk stil. Efter hendes død gjorde en anden af Worpswede-kunstnerne, billedhuggeren Bernhard Hoetger, hendes værker kendte i offentligheden. Hun regnes i dag for at være en af de tidligste ekspressionister og en af de Worpswede-kunstnere, der har størst betydning i nutiden.

### Forfattere i Worpswede
Også en række forfattere besøgte stedet. Det gælder bl.a. Thomas Mann, men større betydning fik Rainer Maria Rilke, der boede på Barkenhoff i tre år og her skrev sin bog Worpswede, der fik stor betydning for opfattelsen af stedet, både naturen og kunstnernes liv i kolonien. Rilke giftede sig siden med Clara Westhoff.

### Kolonien efter første verdenskrig
Første verdenskrig og dens efterdønninger markerede afslutningen på den oprindelige kunstnergeneration i Worpswede. Hans am Ende faldt i krigen, mens Heinrich Vogeler brød med sin tidligere kunst og blev optaget af kommunismen. Han omdannede Barkenhoff til en arbejderkommune med kollektiv ledelse, som skulle leve af landbrug, gartneri og forskellige former for værksteder. I 1923 blev det overtaget af organisationen Røde Hjælp, der omdannede det til et feriehjem for arbejderbørn. Otto Modersohn havde allerede forladt Worpswede efter Paulas død. En ny generation overtog dog kunst-traditionen på stedet, blandt andet repræsenteret af ekspressionisterne Georg Tappert og Albert Schiestl-Arding. Senere blev nogle af Worpswede-kunstnerne tilhængere af nazismen. Efter 2. verdenskrig fastholdt især surrealisten Richard Oelze Worpswede i offentlighedens fokus, samtidig med at kunsthåndværkere og turisme efterhånden skabte fornyet opmærksomhed om stedet.

### Kolonien i dag
Worpswede er fortsat i dag præget af sin kunsthistorie og et populært udflugtsmål for kunstinteresserede. Byen rummer seks kunstmuseer, heriblandt Barkenhoff samt Paula Modersohn-Beckers og Otto Modersohns hjem, der er omdannet til et museum med mange af koloniens værker. Samtidig bærer den lokale arkitektur præg af en række ofte særprægede bygninger af Heinrich Vogeler og Bernhard Hoetger. Også en række moderne kunstnere har valgt at slå sig ned i området. I 2019 regnede man med omkring 120 udøvende kunstnere i området.

## Personligheder

### Ældre Worpswedekunstnere
- Hans am Ende, maler
- Walter Bertelsmann, maler
- August Haake, maler
- Theodor Herrmann, maler
- Bernhard Hoetger, arkitekt, billedhugger, maler
- Karl Krummacher, maler
- Fritz Mackensen, maler
- Otto Modersohn, maler
- Paula Modersohn-Becker, maler
- Fritz Overbeck, maler
- Hermine Overbeck-Rohte, maler
- Wilhelm Scharrelmann, forfatter
- Alfred Schulze, arkitekt
- Walter Schulze, arkitekt, maler
- Hede von Trapp, digter, maler og grafiker
- Carl Vinnen, maler
- Heinrich Vogeler, maler
- Carl Emil Uphoff, maler
- Clara Westhoff, billedhugger

### Anden generation af kunstnere
- Wilhelm Bartsch, maler
- Jürgen Bertelsmann, maler
- Heinz Dodenhoff, maler og lyriker
- Manfred Hausmann, forfatter
- Vollrath Hoeck, maler
- Bernhard Huys, maler
- Carl Jörres, maler
- Robert Koepke, maler og grafiker
- Otto Meier, keramiker
- Leberecht Migge, landskabsarkitekt
- Martin Paul Müller, maler og grafiker
- Richard Oelze, maler
- Lisel Oppel, maler
- Udo Peters, landskabsmaler
- Agnes Sander-Plump, maler
- Lore Schill, maler
- Feodor Szerbakow, maler
- Otto Tetjus Tügel, maler og lyriker
- Bram van Velde, maler
- Fritz Uphoff, maler
- Willi Vogel, maler
- Carlo Weidemeyer, grafiker, maler, arkitekt
- Sophie Wencke-Meinken, maler
- Paul Ernst Wilke, maler

### Moderne kunstnere
- Bernd Altenstein, billedhugger
- Monika Breustedt, maler, grafiker, fotograf, objektkunstner[23]
- Hans Jürgen Burmeister, grafiker
- Heinz Cymontkowski, maler
- Heinrich Hannover, forfatter
- Uwe Hässler, maler, grafiker, billedhugger
- Margarete Jehn, forfatter, sangskriver
- Wolfgang Jehn, komponist
- Rüdiger Lubricht, fotograf
- Martin Kausche, boggrafiker, maler
- Lothar Klimek, fotokunstner, universitetsprofessor og faglitterær forfatter
- Heini Linkshänder, maler, tegner, grafiker, billedhugger, aktionskunstner
- Friedrich Meckseper, maler
- Peer Meter, forfatter
- Friederike Michelsen, grafiker, maler, forfatter
- Pit Morell, maler, fortæller
- Waldemar Otto, billedhugger
- Moritz Rinke, dramatiker og forfatter
- Johannes Schenk, sømand, forfatter, maler
- Peter-Jörg Splettstößer, konceptkunstner og maler
- Marie S. Ueltzen, maler, forfatter
- Natascha Ungeheuer, maler
- Tobias Weichberger, maler og objektkunstner
- Jost Wischnewski, fotograf, billedhugger, installations- og mediekunstner
- Arrigo Wittler, maler
- Michael Wildenhain, forfatter